# 艾丽芙·沙法克
艾丽芙·沙法克（土耳其語：Elif Şafak，發音：[eˈlif ʃaˈfak]，1971年10月25日—）是一位土耳其裔英國小說家，散文家，演讲家，政治学家和活动家。
沙法克用土耳其语和英语写作，出版了19部作品。她最出名的是她的長篇小說，包括《伊斯坦布尔的混蛋》《爱的四十条规则》《夏娃的三个女儿》和《倒數10分又38秒》。她的作品已被翻译成55种语言，并获得多项文学奖提名。英国《金融时报》称她为“土耳其领先的女性小说家”，她的几部作品在土耳其和国际上畅销。
她的作品以描绘伊斯坦堡为特色，涉及到了东西方文化、女性在社会中的角色和人权问题等主题。她的小说中谈到了例如虐待儿童和亚美尼亚种族灭绝等具有政治挑战性的话题，土耳其当局因此采取法律行动，迫使她移居英国。
沙法克拥有政治学博士学位。作为几家媒体的撰稿人，沙法克倡导婦女權利、少数群体权利和言論自由。

## 早年生活和教育
沙法克出生于法国的斯特拉斯堡，父亲是哲学家，母亲后来成为外交官。父母分居后，沙法克回到土耳其安卡拉，由母亲和外祖母抚养长大。她说，在一个功能失调的家庭中长大很困难，但在非父权制的环境中长大对她产生了有益的影响。她在没有父亲的情况下长大，20多岁时才第一次见到了同父异母的兄弟。
沙法克18岁时在自己的笔名中加上了她母亲的名字——土耳其语中的“黎明”。她在马德里，约旦和德国度过了她的少年时光。
沙法克在中東科技大學攻读國際關係學本科学位，后来攻读了婦女研究学科。她拥有政治学博士学位。 她曾在土耳其的大学任教。后来移居美国，成为曼荷莲学院的研究员，密西根大学的客座教授，以及亚利桑那大学东方研究的终身教授。
在英国，她在2017-2018学年担任牛津大学聖安妮學院比较欧洲文学客座教授，也是该学院的名誉研究员。

## 职业生涯
沙法克出版了19部作品，包括小说和非虛構作品。

### 小说
沙法克的第一部小说《Pinhan》获得1998年土耳其文学奖鲁米奖。
沙法克1999年的小说《凝视》于2000年被土耳其作家协会授予“最佳小说”奖。
她的下一部小说《比特帕拉斯》（Bit Palas，2002年）入围2005年《獨立報》最佳外国小说奖。
沙法克于2004年出版了她的第一部英文小说《初期精神错乱的圣徒》。
她的第二部英文小说《伊斯坦布尔的混蛋》入围了百利女性小說獎。这部小说涉及了亚美尼亚种族灭绝问题，以及土耳其政府对此的否认。沙法克于2006年7月因在小说中讨论种族灭绝而被指控“侮辱土耳其人”（土耳其刑法第301条）。如果她被定罪，她将面临最高三年的监禁。《衛報》评论说，《伊斯坦布尔的混蛋》可能是第一部描写种族灭绝问题的土耳其小说。应检察官的要求，她于2006年9月被无罪释放。
沙法克的小说《爱的四十条规则》一经发行就成为土耳其的畅销书，到2009年，它的销量超过200,000册，超过了先前的《新生活》创下的120,000册的销售记录。在法国，它被授予ALEF——外国文学特别奖。它还获得2012年国际IMPAC都柏林文学奖的提名。2019年，它被英国广播公司列为100部“最鼓舞人心”的小说之一和“塑造我们世界的100部小说”之一。
她2012年的小说《荣誉》以荣誉谋杀为主题，获得2012年英仕曼亚洲文学奖和2013年百利女性小說獎的提名，之后的作品《建筑师的学徒》是关于米馬爾·希南的小说，出版于2014年。
她的小说《夏娃的三个女儿》（2017年）以1980年代至今的伊斯坦布尔和牛津为背景，被伦敦市长选为他今年最喜欢的书。美国作家希莉·哈斯特维特也称赞了这本书。
继，和松之后，沙法克入选未来图书馆项目2017年度作家。她的作品《最后的禁忌》是100部文学作品集的第三部分，直到2114年才会出版。
沙法克2019年的小说《倒數10分又38秒》，围绕伊斯坦布尔一名性工作者的生活展开，入围2019年的布克奖。2019年，沙法克因在她的小说写作中涉及虐待儿童和性暴力而受到土耳其检察官的调查。
沙法克于2021年出版了她的第12部小说《失踪的树木之岛》。

### 非虚构作品
沙法克的土耳其语非小说散文已被收录在四本书中：《Med-Cezir》（2005）《Firarperest》（2010）《Şemspare》（2012）和《Sanma ki Yalnızsın》（2017）。
2020年，沙法克发表了文章《如何在分裂时代保持理智》。

### 媒体
沙法克曾为《時代雜誌》《衛報》《共和國報》《紐約客》《纽约时报》《明镜》和《新政治家》撰稿。
沙法克曾是英國廣播公司國際頻道、欧洲新闻台和半島電視台英語頻道的小组成员或评论员。
2017年7月，艾丽芙·沙法克被选为BBC广播4台的《荒岛唱片》节目中的“漂流者”。
沙法克曾三次在TED大会演讲。

## 主题

### 伊斯坦布尔
伊斯坦堡在沙法克的作品中占有重要地位。 她将这座城市描绘成不同文化和各种矛盾的大熔炉。沙法克评论说：“伊斯坦布尔让人理解，也许不是理智上而是直觉上，东方和西方最终是想象的概念，因此可以被去想象和重新想象。”在为《時代雜誌》杂志写的同一篇文章中，沙法克说：“东西方没有水和油。它们确实混合在一起。在伊斯坦布尔这样的城市里，它们紧密地、不间断地、令人惊讶地混合在一起。”《紐約時報書評》对沙法克的评价是：“她在描绘伊斯坦布尔后街方面有着特别的天赋，那里奥斯曼帝国的无数文化仍然存在于每一个家谱上的错综复杂的证据中。”
在她为英国广播公司写的一篇文章中，沙法克说：“伊斯坦布尔就像一个巨大的、五颜六色的俄罗斯套娃——你打开它，发现里面还有另一个娃娃。你打开它，却只看到一个新的娃娃在嵌套。它像一个镜子大厅，在那里没有什么是看起来的样子。在使用类别谈论伊斯坦布尔时应该谨慎。如果有一件事这个城市不喜欢，那就是陈词滥调。”

### 东西方文化
沙法克融合了东西方讲故事的方式，并借鉴了口述傳統和书面文化。在《华盛顿邮报》中，罗恩·查尔斯说：“沙法克以多元的声音说话，捕捉到了不同文化的汹涌浪潮。”神秘主義，特别是蘇非主義也是她作品的主题，尤其是在《爱的四十条规则》中。

### 女性主义
作为女权主义者和性別平等倡导者，沙法克的著作涉及了许多女权主义问题和女性在社会中的作用。包括母性和針對女性的暴力行為。在接受《卫报》的威廉斯基·德尔斯基采访时，她说：“在土耳其，男人写作，女人阅读。我想看到这种情况改变。”

### 人权
沙法克的小说探讨了人权问题，尤其是土耳其的人权问题。她说：“文学试图做的是使那些被非人化的人重新人性化……那些我们从未听到过他们声音的人。这是我工作的一大部分。”具体主题包括对雅兹迪人的迫害、亚美尼亚种族灭绝以及土耳其对各种少数民族的待遇。

## 观点

### 言论自由
沙法克是言論自由的倡导者。在参加言论自由辩论时，她评论说：“我更感兴趣的是展示我们作为人类同胞的共同点，分享同一个星球，最终分享同样的悲伤和快乐，而不是在文化/宗教/种族之间竖起的想象墙中再添一块砖。” 

### 政治观点
沙法克一直批评雷杰普·塔伊普·埃尔多安的总统职位，称他的任期导致土耳其的威权主义加剧。她在2014年签署了一封公开信以抗议土耳其对推特的审查，并评论说：“在今天的土耳其缺乏民主的核心......”。
沙法克曾就各种全球政治趋势发表过演讲并撰写过文章。在2010年代，她将土耳其政治与欧洲和美国的政治发展相提并论。她在2016年的《纽约客》中写道：“一波又一波的民族主义、孤立主义和部落主义袭击了欧洲各国的海岸，并且已经波及美国。沙文主义和仇外心理正在上升。这是一个焦虑的时代——从焦虑到愤怒，从愤怒到攻击性只是一小步。”
沙法克在2014年冬季奥林匹克运动会之前签署了一封公开信，抗议俄罗斯对同性恋者的迫害。

## 个人生活
在搬到英国之前，沙法克曾在伊斯坦堡和美国的波士顿，密西根州和亞利桑那州生活过。沙法克自2013年以来一直住在伦敦，但她谈到“将伊斯坦布尔带入她的灵魂”。截至2019年，由于害怕被起诉，沙法克一直远离土耳其流亡。
沙法克与土耳其记者埃于普·坎·萨格勒克结婚，后者是《Radikal》报纸的前任编辑，并育有一女一子。2017年，沙法克承认自己是双性恋。
2006 年女儿出生后，沙法克患上了产后抑郁症，她在回忆录《黑牛奶》中谈到了这一时期。